# Interlands Faeröers voetbalelftal 1990-1999
Deze pagina toont een chronologisch en gedetailleerd overzicht van de interlands die het Faeröers voetbalelftal heeft gespeeld in de periode 1990 – 1999. De eilandengroep speelde de eerste officiële interland op 24 augustus 1988 onder leiding van de IJslandse bondscoach Páll Guðlaugsson tegen diens vaderland IJsland.

## Interlands

### 1990
|                                                                       |                                     |       |                                                                     |                                                                                             |
| 8 augustus Vriendschappelijk № 4 «onderlinge duels» 20:00 uur (UTC+1) | Faeröer                             | 2 – 3 | IJsland                                                             | Ovara Vølli í Gundadali, Tórshavn Toeschouwers: 5.320 Scheidsrechter: Peter Mikkelsen (DEN) |
| 8 augustus Vriendschappelijk № 4 «onderlinge duels» 20:00 uur (UTC+1) | Kurt Mørkøre 10' Jan Dam 63' (pen.) |       | 45' Anthony Gregory 48' Anthony Gregory 85' (pen.) Arnór Guðjohnsen | Ovara Vølli í Gundadali, Tórshavn Toeschouwers: 5.320 Scheidsrechter: Peter Mikkelsen (DEN) |

|                                                                            |                    |       |            |                                                                                           |
| 12 september EK 1992 kwalificatie № 5 «onderlinge duels» 19:00 uur (UTC+2) | Faeröer            | 1 – 0 | Oostenrijk | Landskrona Idrottsplats, Landskrona Toeschouwers: 1.265 Scheidsrechter: Egil Nervik (NOR) |
| 12 september EK 1992 kwalificatie № 5 «onderlinge duels» 19:00 uur (UTC+2) | Torkil Nielsen 57' |       |            | Landskrona Idrottsplats, Landskrona Toeschouwers: 1.265 Scheidsrechter: Egil Nervik (NOR) |

|                                                                          |                                                                              |       |                   |                                                                                    |
| 10 oktober EK 1992 kwalificatie № 6 «onderlinge duels» 19:30 uur (UTC+1) | Denemarken                                                                   | 4 – 1 | Faeröer           | Parken, Kopenhagen Toeschouwers: 38.563 Scheidsrechter: Guðmundur Haraldsson (ISL) |
| 10 oktober EK 1992 kwalificatie № 6 «onderlinge duels» 19:30 uur (UTC+1) | Michael Laudrup 8' Lars Elstrup 40' Michael Laudrup 48' Flemming Povlsen 89' |       | 22' Allan Mørkøre | Parken, Kopenhagen Toeschouwers: 38.563 Scheidsrechter: Guðmundur Haraldsson (ISL) |

### 1991
|                                                                     |                  |       |                   |                                                                                |
| 1 mei EK 1992 kwalificatie № 7 «onderlinge duels» 21:00 uur (UTC+1) | Noord-Ierland    | 1 – 1 | Faeröer           | Windsor Park, Belfast Toeschouwers: 10.000 Scheidsrechter: Michel Piraux (BEL) |
| 1 mei EK 1992 kwalificatie № 7 «onderlinge duels» 21:00 uur (UTC+1) | Colin Clarke 44' |       | 65' Kári Reynheim | Windsor Park, Belfast Toeschouwers: 10.000 Scheidsrechter: Michel Piraux (BEL) |

|                                                                      | |       |         |                                                                                      |
| 16 mei EK 1992 kwalificatie № 8 «onderlinge duels» 20:00 uur (UTC+2) | Joegoslavië | 7 – 0 | Faeröer | Rode Sterstadion, Belgrado Toeschouwers: 6.745 Scheidsrechter: Vasilis Nikakis (GRE) |
| 16 mei EK 1992 kwalificatie № 8 «onderlinge duels» 20:00 uur (UTC+2) | Ilija Najdoski 21' Robert Prosinečki 24' Darko Pančev 50' Zvonimir Boban 68' Darko Pančev 73' Zoran Vulić 74' Davor Šuker 83' |       |         | Rode Sterstadion, Belgrado Toeschouwers: 6.745 Scheidsrechter: Vasilis Nikakis (GRE) |

|                                                                      |                                                              |       |         |                                                                                 |
| 22 mei EK 1992 kwalificatie № 9 «onderlinge duels» 19:00 uur (UTC+2) | Oostenrijk                                                   | 3 – 0 | Faeröer | Lehenstadion, Salzburg Toeschouwers: 13.000 Scheidsrechter: Loizos Loizou (CYP) |
| 22 mei EK 1992 kwalificatie № 9 «onderlinge duels» 19:00 uur (UTC+2) | Heimo Pfeifenberger 13' Michael Streiter 48' Arnold Wetl 63' |       |         | Lehenstadion, Salzburg Toeschouwers: 13.000 Scheidsrechter: Loizos Loizou (CYP) |

|                                                                     |                  |       |                    |                                                                                         |
| 15 juli Vriendschappelijk № 10 «onderlinge duels» 20:00 uur (UTC+1) | Faeröer          | 1 – 1 | Turkije            | Ovara Vølli í Gundadali, Tórshavn Toeschouwers: 5.500 Scheidsrechter: Bo Karlsson (SWE) |
| 15 juli Vriendschappelijk № 10 «onderlinge duels» 20:00 uur (UTC+1) | Todi Jónsson 50' |       | 75' Hami Mandıralı | Ovara Vølli í Gundadali, Tórshavn Toeschouwers: 5.500 Scheidsrechter: Bo Karlsson (SWE) |

|                                                                             |         |                                                                                             |               |                                                                                             |
| 11 september EK 1992 kwalificatie № 11 «onderlinge duels» 19:00 uur (UTC+2) | Faeröer | 0 – 5                                                                                       | Noord-Ierland | Landskrona Idrottsplats, Landskrona Toeschouwers: 1.623 Scheidsrechter: Simo Ruokonen (FIN) |
| 11 september EK 1992 kwalificatie № 11 «onderlinge duels» 19:00 uur (UTC+2) |         | 8' Kevin Wilson 12' Colin Clarke 14' Alan McDonald 51' Colin Clarke 68' (pen.) Colin Clarke |               | Landskrona Idrottsplats, Landskrona Toeschouwers: 1.623 Scheidsrechter: Simo Ruokonen (FIN) |

|                                                                             |         |                                                                        |            |                                                                                             |
| 25 september EK 1992 kwalificatie № 12 «onderlinge duels» 19:30 uur (UTC+2) | Faeröer | 0 – 4                                                                  | Denemarken | Landskrona Idrottsplats, Landskrona Toeschouwers: 2.589 Scheidsrechter: Jim McCluskey (SCO) |
| 25 september EK 1992 kwalificatie № 12 «onderlinge duels» 19:30 uur (UTC+2) |         | 2' Kim Christofte 7' Bent Christensen 71' Frank Pingel 76' Kim Vilfort |            | Landskrona Idrottsplats, Landskrona Toeschouwers: 2.589 Scheidsrechter: Jim McCluskey (SCO) |

|                                                                           |         |                                          |             |                                                                                                  |
| 16 oktober EK 1992 kwalificatie № 13 «onderlinge duels» 19:00 uur (UTC+1) | Faeröer | 0 – 2                                    | Joegoslavië | Landskrona Idrottsplats, Landskrona Toeschouwers: 11.510 Scheidsrechter: Günther Habermann (GER) |
| 16 oktober EK 1992 kwalificatie № 13 «onderlinge duels» 19:00 uur (UTC+1) |         | 18' Vladimir Jugović 80' Dejan Savićević |             | Landskrona Idrottsplats, Landskrona Toeschouwers: 11.510 Scheidsrechter: Günther Habermann (GER) |

### 1992
|                                                                      | |       |         |                                                                                        |
| 6 mei WK 1994 kwalificatie № 14 «onderlinge duels» 19:00 uur (UTC+3) | Roemenië | 7 – 0 | Faeröer | Stadionul Steaua, Boekarest Toeschouwers: 10.000 Scheidsrechter: Vasilis Nikakis (GRE) |
| 6 mei WK 1994 kwalificatie № 14 «onderlinge duels» 19:00 uur (UTC+3) | Gabi Balint 3' Gheorghe Hagi 15' Marius Lăcătuș 28' (pen.) Gabi Balint 39' Ioan Lupescu 45' Costel Pană 56' Gabi Balint 78' |       |         | Stadionul Steaua, Boekarest Toeschouwers: 10.000 Scheidsrechter: Vasilis Nikakis (GRE) |

|                                                                    |                                    |       |         |                                                                            |
| 13 mei Vriendschappelijk № 15 «onderlinge duels» 20:00 uur (UTC+2) | Noorwegen                          | 2 – 0 | Faeröer | Ullevaalstadion, Oslo Toeschouwers: 4.165 Scheidsrechter: Ilkka Koho (FIN) |
| 13 mei Vriendschappelijk № 15 «onderlinge duels» 20:00 uur (UTC+2) | Gøran Sørloth 40' Lars Bohinen 63' |       |         | Ullevaalstadion, Oslo Toeschouwers: 4.165 Scheidsrechter: Ilkka Koho (FIN) |

|                                                                       |         |                                                       |        |                                                                              |
| 3 juni WK 1994 kwalificatie № 16 «onderlinge duels» 20:00 uur (UTC+1) | Faeröer | 0 – 3                                                 | België | Svangaskarð, Toftir Toeschouwers: 5.156 Scheidsrechter: Leslie Mottram (SCO) |
| 3 juni WK 1994 kwalificatie № 16 «onderlinge duels» 20:00 uur (UTC+1) |         | 29' Philippe Albert 65' Marc Wilmots 71' Marc Wilmots |        | Svangaskarð, Toftir Toeschouwers: 5.156 Scheidsrechter: Leslie Mottram (SCO) |

|                                                                        |         |                                                 |        |                                                                             |
| 16 juni WK 1994 kwalificatie № 17 «onderlinge duels» 20:00 uur (UTC+1) | Faeröer | 0 – 2                                           | Cyprus | Svangaskarð, Toftir Toeschouwers: 4.500 Scheidsrechter: Leslie Irvine (NIR) |
| 16 juni WK 1994 kwalificatie № 17 «onderlinge duels» 20:00 uur (UTC+1) |         | 30' Andreas Sotiriou 52' Nikodimos Papavasiliou |        | Svangaskarð, Toftir Toeschouwers: 4.500 Scheidsrechter: Leslie Irvine (NIR) |

|                                                                        |                   |       |               |                                                                            |
| 5 augustus Vriendschappelijk № 18 «onderlinge duels» 20:00 uur (UTC+1) | Faeröer           | 1 – 1 | Israël        | Svangaskarð, Toftir Toeschouwers: 400 Scheidsrechter: Kaj Østergaard (DEN) |
| 5 augustus Vriendschappelijk № 18 «onderlinge duels» 20:00 uur (UTC+1) | Kári Reynheim 35' |       | 52' Tal Banin | Svangaskarð, Toftir Toeschouwers: 400 Scheidsrechter: Kaj Østergaard (DEN) |

|                                                                            |                                                                                              |       |         |                                                                                     |
| 9 september WK 1994 kwalificatie № 19 «onderlinge duels» 19:30 uur (UTC+1) | Wales                                                                                        | 6 – 0 | Faeröer | Cardiff Arms Park, Cardiff Toeschouwers: 7.000 Scheidsrechter: Jorge Monteiro (POR) |
| 9 september WK 1994 kwalificatie № 19 «onderlinge duels» 19:30 uur (UTC+1) | Ian Rush 5' Dean Saunders 28' Mark Bowen 37' Ian Rush 64' Clayton Blackmore 71' Ian Rush 89' |       |         | Cardiff Arms Park, Cardiff Toeschouwers: 7.000 Scheidsrechter: Jorge Monteiro (POR) |

|                                                                             |                                                                              |       |         |                                                                                  |
| 23 september WK 1994 kwalificatie № 20 «onderlinge duels» 16:00 uur (UTC+2) | Tsjecho-Slowakije                                                            | 4 – 0 | Faeröer | Všešportový areál, Košice Toeschouwers: 16.278 Scheidsrechter: Ahmet Çakar (TUR) |
| 23 september WK 1994 kwalificatie № 20 «onderlinge duels» 16:00 uur (UTC+2) | Václav Němeček 23' Pavel Kuka 84' Pavel Kuka 86' Peter Dubovský 90+1' (pen.) |       |         | Všešportový areál, Košice Toeschouwers: 16.278 Scheidsrechter: Ahmet Çakar (TUR) |

### 1993
|                                                                         |                                                                |       |              |                                                                                  |
| 25 april WK 1994 kwalificatie № 21 «onderlinge duels» 15:30 uur (UTC+3) | Cyprus                                                         | 3 – 1 | Faeröer      | Tsirionstadion, Limasol Toeschouwers: 4.000 Scheidsrechter: Haim Lipkovich (ISR) |
| 25 april WK 1994 kwalificatie № 21 «onderlinge duels» 15:30 uur (UTC+3) | Panikos Xiouroupas 8' Andreas Sotiriou 42' Yiannos Ioannou 75' |       | 81' Uni Arge | Tsirionstadion, Limasol Toeschouwers: 4.000 Scheidsrechter: Haim Lipkovich (ISR) |

|                                                                       |                                                         |       |         |                                                                                                 |
| 22 mei WK 1994 kwalificatie № 22 «onderlinge duels» 18:30 uur (UTC+2) | België                                                  | 3 – 0 | Faeröer | Constant Vanden Stockstadion, Brussel Toeschouwers: 20.641 Scheidsrechter: Brendan Shorte (IRL) |
| 22 mei WK 1994 kwalificatie № 22 «onderlinge duels» 18:30 uur (UTC+2) | Marc Wilmots 32' Enzo Scifo 50' (pen.) Marc Wilmots 76' |       |         | Constant Vanden Stockstadion, Brussel Toeschouwers: 20.641 Scheidsrechter: Brendan Shorte (IRL) |

|                                                                       |         |                                               |       |                                                                            |
| 6 juni WK 1994 kwalificatie № 23 «onderlinge duels» 15:00 uur (UTC+1) | Faeröer | 0 – 3                                         | Wales | Svangaskarð, Toftir Toeschouwers: 4.209 Scheidsrechter: Vadzim Zjoek (BLR) |
| 6 juni WK 1994 kwalificatie № 23 «onderlinge duels» 15:00 uur (UTC+1) |         | 22' Dean Saunders 31' Eric Young 69' Ian Rush |       | Svangaskarð, Toftir Toeschouwers: 4.209 Scheidsrechter: Vadzim Zjoek (BLR) |

|                                                                        |         |                                                     |                   |                                                                             |
| 16 juni WK 1994 kwalificatie № 24 «onderlinge duels» 19:00 uur (UTC+1) | Faeröer | 0 – 3                                               | Tsjecho-Slowakije | Svangaskarð, Toftir Toeschouwers: 1.000 Scheidsrechter: Stephen Lodge (ENG) |
| 16 juni WK 1994 kwalificatie № 24 «onderlinge duels» 19:00 uur (UTC+1) |         | 4' Ivan Hašek 37' Marek Poštulka 44' Marek Poštulka |                   | Svangaskarð, Toftir Toeschouwers: 1.000 Scheidsrechter: Stephen Lodge (ENG) |

|                                                                         |         | |           |                                                                         |
| 11 augustus Vriendschappelijk № 25 «onderlinge duels» 19:00 uur (UTC+1) | Faeröer | 0 – 7 | Noorwegen | Svangaskarð, Toftir Toeschouwers: 800 Scheidsrechter: Lars Gerner (DEN) |
| 11 augustus Vriendschappelijk № 25 «onderlinge duels» 19:00 uur (UTC+1) |         | 6' (pen.) Lars Bohinen 9' Øyvind Leonhardsen 27' Mons Ivar Mjelde 39' Mons Ivar Mjelde 74' Egil Østenstad 75' Jan Pedersen 87' Egil Østenstad |           | Svangaskarð, Toftir Toeschouwers: 800 Scheidsrechter: Lars Gerner (DEN) |

|                                                                            |         |                                                                                     |          |                                                                            |
| 8 september WK 1994 kwalificatie № 26 «onderlinge duels» 17:00 uur (UTC+1) | Faeröer | 0 – 4                                                                               | Roemenië | Svangaskarð, Toftir Toeschouwers: 2.724 Scheidsrechter: Vadzim Zjoek (BLR) |
| 8 september WK 1994 kwalificatie № 26 «onderlinge duels» 17:00 uur (UTC+1) |         | 23' Florin Răducioiu 58' Florin Răducioiu 60' Florin Răducioiu 76' Florin Răducioiu |          | Svangaskarð, Toftir Toeschouwers: 2.724 Scheidsrechter: Vadzim Zjoek (BLR) |

### 1994
|                                                                            |                                |       | |                                                                             |
| 7 september EK 1996 kwalificatie № 27 «onderlinge duels» 17:00 uur (UTC+1) | Faeröer                        | 1 – 5 | Griekenland | Svangaskarð, Toftir Toeschouwers: 3.000 Scheidsrechter: Michel Piraux (BEL) |
| 7 september EK 1996 kwalificatie № 27 «onderlinge duels» 17:00 uur (UTC+1) | Stratos Apostolakis 90' (e.d.) |       | 12' Dimitris Saravakos 17' Giotis Tsalouhidis 55' Alekos Alexandris 61' Alekos Alexandris 86' Giotis Tsalouhidis | Svangaskarð, Toftir Toeschouwers: 3.000 Scheidsrechter: Michel Piraux (BEL) |

|                                                                           |                                                                                       |       |                |                                                                              |
| 12 oktober EK 1996 kwalificatie № 28 «onderlinge duels» 20:00 uur (UTC+1) | Schotland                                                                             | 5 – 1 | Faeröer        | Hampden Park, Glasgow Toeschouwers: 20.885 Scheidsrechter: Terje Hauge (NOR) |
| 12 oktober EK 1996 kwalificatie № 28 «onderlinge duels» 20:00 uur (UTC+1) | John McGinlay 4' Scott Booth 34' John Collins 40' Billy McKinlay 61' John Collins 72' |       | 75' Jan Müller | Hampden Park, Glasgow Toeschouwers: 20.885 Scheidsrechter: Terje Hauge (NOR) |

|                                                                            | |       |         |                                                                                          |
| 16 november EK 1996 kwalificatie № 29 «onderlinge duels» 19:00 uur (UTC+2) | Finland | 5 – 0 | Faeröer | Olympisch Stadion, Helsinki Toeschouwers: 2.500 Scheidsrechter: Gylfi Thór Orrason (ISL) |
| 16 november EK 1996 kwalificatie № 29 «onderlinge duels» 19:00 uur (UTC+2) | Antti Sumiala 37' Jari Litmanen 53' Jari Litmanen 72' Mika-Matti Paatelainen 75' Mika-Matti Paatelainen 85' |       |         | Olympisch Stadion, Helsinki Toeschouwers: 2.500 Scheidsrechter: Gylfi Thór Orrason (ISL) |

### 1995
|                                                                         |         |                                                                             |         |                                                                            |
| 26 april EK 1996 kwalificatie № 30 «onderlinge duels» 19:00 uur (UTC+1) | Faeröer | 0 – 4                                                                       | Finland | Svangaskarð, Toftir Toeschouwers: 1.338 Scheidsrechter: Alan Howells (WAL) |
| 26 april EK 1996 kwalificatie № 30 «onderlinge duels» 19:00 uur (UTC+1) |         | 54' Ari Hjelm 74' Mika-Matti Paatelainen 77' Janne Lindberg 82' Petri Helin |         | Svangaskarð, Toftir Toeschouwers: 1.338 Scheidsrechter: Alan Howells (WAL) |

|                                                                      |                                                                     |       |         |                                                                                                   |
| 6 mei EK 1996 kwalificatie № 31 «onderlinge duels» 19:00 uur (UTC+4) | Rusland                                                             | 3 – 0 | Faeröer | Olympisch Stadion Loezjniki, Moskou Toeschouwers: 5.024 Scheidsrechter: Sergo Kvaratskhelia (GEO) |
| 6 mei EK 1996 kwalificatie № 31 «onderlinge duels» 19:00 uur (UTC+4) | Valeri Ketsjinov 53' Nikolaj Pisarev 72' Moechsin Moechamadnjev 80' |       |         | Olympisch Stadion Loezjniki, Moskou Toeschouwers: 5.024 Scheidsrechter: Sergo Kvaratskhelia (GEO) |

|                                                                       |                                                               |       |            |                                                                              |
| 25 mei EK 1996 kwalificatie № 32 «onderlinge duels» 16:00 uur (UTC+1) | Faeröer                                                       | 3 – 0 | San Marino | Svangaskarð, Toftir Toeschouwers: 3.450 Scheidsrechter: Brendan Shorte (IRL) |
| 25 mei EK 1996 kwalificatie № 32 «onderlinge duels» 16:00 uur (UTC+1) | Jens Kristian Hansen 6' Jens Rasmussen 9' Julian Johnsson 52' |       |            | Svangaskarð, Toftir Toeschouwers: 3.450 Scheidsrechter: Brendan Shorte (IRL) |

|                                                                       |         |                                      |           |                                                                               |
| 7 juni EK 1996 kwalificatie № 33 «onderlinge duels» 19:00 uur (UTC+1) | Faeröer | 0 – 2                                | Schotland | Svangaskarð, Toftir Toeschouwers: 3.881 Scheidsrechter: Vladimír Hriňák (SVK) |
| 7 juni EK 1996 kwalificatie № 33 «onderlinge duels» 19:00 uur (UTC+1) |         | 25' Billy McKinlay 29' John McGinlay |           | Svangaskarð, Toftir Toeschouwers: 3.881 Scheidsrechter: Vladimír Hriňák (SVK) |

|                                                                  |                                         |       |         |                                                                                        |
| 2 juli Vriendschappelijk № 34 «onderlinge duels» 14:00 uur (UTC) | IJsland                                 | 2 – 0 | Faeröer | Norðfjarðarvöllur, Neskaupstaður Toeschouwers: 1.000 Scheidsrechter: Hugh Dallas (SCO) |
| 2 juli Vriendschappelijk № 34 «onderlinge duels» 14:00 uur (UTC) | Ólafur Thórdarson 8' Gunnar Oddsson 47' |       |         | Norðfjarðarvöllur, Neskaupstaður Toeschouwers: 1.000 Scheidsrechter: Hugh Dallas (SCO) |

|                                                                            |                                       |       | |                                                                           |
| 6 september EK 1996 kwalificatie № 35 «onderlinge duels» 17:00 uur (UTC+1) | Faeröer                               | 2 – 5 | Rusland                                                                                            | Svangaskarð, Toftir Toeschouwers: 1.792 Scheidsrechter: Alan Snoddy (NIR) |
| 6 september EK 1996 kwalificatie № 35 «onderlinge duels» 17:00 uur (UTC+1) | Henning Jarnskor 12' Todi Jónsson 53' |       | 9' Aleksandr Mostovoj 60' Sergej Kirjakov 65' Igor Kolyvanov 83' Illya Tsymbalar 88' Igor Sjalimov | Svangaskarð, Toftir Toeschouwers: 1.792 Scheidsrechter: Alan Snoddy (NIR) |

|                                                                           |                     |       |                                                    |                                                                                 |
| 11 oktober EK 1996 kwalificatie № 36 «onderlinge duels» 20:30 uur (UTC+1) | San Marino          | 1 – 3 | Faeröer                                            | Stadio Olimpico, Serravalle Toeschouwers: 928 Scheidsrechter: Roland Beck (LIE) |
| 11 oktober EK 1996 kwalificatie № 36 «onderlinge duels» 20:30 uur (UTC+1) | Mauro Valentini 52' |       | 42' Todi Jónsson 45' Todi Jónsson 59' Todi Jónsson | Stadio Olimpico, Serravalle Toeschouwers: 928 Scheidsrechter: Roland Beck (LIE) |

|                                                                            |                                                                                                   |       |         |                                                                                                  |
| 15 november EK 1996 kwalificatie № 37 «onderlinge duels» 19:30 uur (UTC+2) | Griekenland                                                                                       | 5 – 0 | Faeröer | Theodoros Vardinoyannisstadion, Heraklion Toeschouwers: 9.088 Scheidsrechter: Mitko Mitrev (BUL) |
| 15 november EK 1996 kwalificatie № 37 «onderlinge duels» 19:30 uur (UTC+2) | Giorgos Donis 58' Demis Nikolaidis 62' Nikos Machlas 66' Giorgos Donis 75' Vassilios Tsiartas 80' |       |         | Theodoros Vardinoyannisstadion, Heraklion Toeschouwers: 9.088 Scheidsrechter: Mitko Mitrev (BUL) |

### 1996
|                                                       |                                     |       |                                         |                                                                                      |
| 24 februari Vriendschappelijk № 38 «onderlinge duels» | Estland                             | 2 – 2 | Faeröer                                 | GSZ-stadion, Larnaca Toeschouwers: 2.000 Scheidsrechter: Yiannakis Kyprianides (CYP) |
| 24 februari Vriendschappelijk № 38 «onderlinge duels» | Marko Kristal 13' Lembit Rajala 45' |       | 30' Óli Johannesen 45' Henning Jarnskor | GSZ-stadion, Larnaca Toeschouwers: 2.000 Scheidsrechter: Yiannakis Kyprianides (CYP) |

|                                                       |                                                                    |       |         |                                                                                           |
| 27 februari Vriendschappelijk № 39 «onderlinge duels» | Azerbeidzjan                                                       | 3 – 0 | Faeröer | Antonis Papadopoulosstadion, Larnaca Toeschouwers: 56 Scheidsrechter: Rune Pedersen (NOR) |
| 27 februari Vriendschappelijk № 39 «onderlinge duels» | Vyaçeslav Lıçkin 10' Yunis Hüseynov 23' (pen.) Qurban Qurbanov 30' |       |         | Antonis Papadopoulosstadion, Larnaca Toeschouwers: 56 Scheidsrechter: Rune Pedersen (NOR) |

|                                                                         |                                                            |       |                   |                                                                                   |
| 24 april WK 1998 kwalificatie № 40 «onderlinge duels» 19:00 uur (UTC+2) | Joegoslavië                                                | 3 – 1 | Faeröer           | Rode Sterstadion, Belgrado Toeschouwers: 16.325 Scheidsrechter: Roland Beck (LIE) |
| 24 april WK 1998 kwalificatie № 40 «onderlinge duels» 19:00 uur (UTC+2) | Dejan Savićević 18' Dejan Savićević 19' Savo Milošević 38' |       | 54' John Petersen | Rode Sterstadion, Belgrado Toeschouwers: 16.325 Scheidsrechter: Roland Beck (LIE) |

|                                                                            |                |       |                                         |                                                                            |
| 31 augustus WK 1998 kwalificatie № 41 «onderlinge duels» 15:00 uur (UTC+1) | Faeröer        | 1 – 2 | Slowakije                               | Svangaskarð, Toftir Toeschouwers: 10.798 Scheidsrechter: Terje Hauge (NOR) |
| 31 augustus WK 1998 kwalificatie № 41 «onderlinge duels» 15:00 uur (UTC+1) | Jan Müller 60' |       | 13' Ľubomír Moravčík 89' Peter Dubovský | Svangaskarð, Toftir Toeschouwers: 10.798 Scheidsrechter: Terje Hauge (NOR) |

|                                                                            |                               |       | |                                                                              |
| 4 september WK 1998 kwalificatie № 42 «onderlinge duels» 17:45 uur (UTC+1) | Faeröer                       | 2 – 6 | Spanje | Svangaskarð, Toftir Toeschouwers: 4.200 Scheidsrechter: Philippe Leduc (FRA) |
| 4 september WK 1998 kwalificatie № 42 «onderlinge duels» 17:45 uur (UTC+1) | Todi Jónsson 46' Uni Arge 90' |       | 37' Luis Enrique 63' Alfonso Pérez 70' (e.d.) Óli Johannesen 84' Alfonso Pérez 85' Fernando Hierro 87' Alfonso Pérez | Svangaskarð, Toftir Toeschouwers: 4.200 Scheidsrechter: Philippe Leduc (FRA) |

|                                                                          |                |       | |                                                                             |
| 6 oktober WK 1998 kwalificatie № 43 «onderlinge duels» 15:00 uur (UTC+1) | Faeröer        | 1 – 8 | Joegoslavië | Svangaskarð, Toftir Toeschouwers: 1.017 Scheidsrechter: Leslie Irvine (NIR) |
| 6 oktober WK 1998 kwalificatie № 43 «onderlinge duels» 15:00 uur (UTC+1) | Jan Müller 28' |       | 7' Savo Milošević 20' Slaviša Jokanović 30' Predrag Mijatović 36' Savo Milošević 45' Savo Milošević 57' Slaviša Jokanović 68' Vladimir Jugović 90' (pen.) Dragan Stojković | Svangaskarð, Toftir Toeschouwers: 1.017 Scheidsrechter: Leslie Irvine (NIR) |

|                                                                           |                                                              |       |         |                                                                                 |
| 23 oktober WK 1998 kwalificatie № 44 «onderlinge duels» 18:00 uur (UTC+2) | Slowakije                                                    | 3 – 0 | Faeröer | Tehelné pole, Bratislava Toeschouwers: 5.442 Scheidsrechter: Salem Prolić (GRE) |
| 23 oktober WK 1998 kwalificatie № 44 «onderlinge duels» 18:00 uur (UTC+2) | Peter Dubovský 20' Tibor Jančula 44' Július Šimon 57' (pen.) |       |         | Tehelné pole, Bratislava Toeschouwers: 5.442 Scheidsrechter: Salem Prolić (GRE) |

### 1997
|                                                                         |                   |       |                                   |                                                                                |
| 30 april WK 1998 kwalificatie № 45 «onderlinge duels» 18:15 uur (UTC+2) | Malta             | 1 – 2 | Faeröer                           | Ta' Qalistadion, Ta' Qali Toeschouwers: 2.750 Scheidsrechter: Dani Koren (ISR) |
| 30 april WK 1998 kwalificatie № 45 «onderlinge duels» 18:15 uur (UTC+2) | Stefan Sultana 8' |       | 60' Øssur Hansen 89' Todi Jónsson | Ta' Qalistadion, Ta' Qali Toeschouwers: 2.750 Scheidsrechter: Dani Koren (ISR) |

|                                                                       |                                  |       |                   |                                                                                |
| 8 juni WK 1998 kwalificatie № 46 «onderlinge duels» 15:00 uur (UTC+1) | Faeröer                          | 2 – 1 | Malta             | Svangaskarð, Toftir Toeschouwers: 6.400 Scheidsrechter: Richard O'Hanlon (IRL) |
| 8 juni WK 1998 kwalificatie № 46 «onderlinge duels» 15:00 uur (UTC+1) | Todi Jónsson 7' Todi Jónsson 42' |       | 48' Gilbert Agius | Svangaskarð, Toftir Toeschouwers: 6.400 Scheidsrechter: Richard O'Hanlon (IRL) |

|                                                                   |                         |       |         |                                                                           |
| 27 juli Vriendschappelijk № 47 «onderlinge duels» 14:00 uur (UTC) | IJsland                 | 1 – 0 | Faeröer | Sindravellir, Höfn Toeschouwers: 700 Scheidsrechter: Milan Mitrović (SLO) |
| 27 juli Vriendschappelijk № 47 «onderlinge duels» 14:00 uur (UTC) | Tryggvi Gudmundsson 88' |       |         | Sindravellir, Höfn Toeschouwers: 700 Scheidsrechter: Milan Mitrović (SLO) |

|                                                                        |         |                                              |         |                                                                            |
| 6 augustus Vriendschappelijk № 48 «onderlinge duels» 19:00 uur (UTC+3) | Estland | 0 – 2                                        | Faeröer | Tamme Staadion, Tartu Toeschouwers: 500 Scheidsrechter: Leif Sundell (SWE) |
| 6 augustus Vriendschappelijk № 48 «onderlinge duels» 19:00 uur (UTC+3) |         | 47' Jens Erik Rasmussen 70' Jan Allan Müller |         | Tamme Staadion, Tartu Toeschouwers: 500 Scheidsrechter: Leif Sundell (SWE) |

|                                                                            |                                       |       |         |                                                                                             |
| 20 augustus WK 1998 kwalificatie № 49 «onderlinge duels» 17:30 uur (UTC+2) | Tsjechië                              | 2 – 0 | Faeröer | Stadion Na Stínadlech, Teplice Toeschouwers: 8.332 Scheidsrechter: Algirdas Dubinskas (LTU) |
| 20 augustus WK 1998 kwalificatie № 49 «onderlinge duels» 17:30 uur (UTC+2) | Pavel Kuka 14' (pen.) Luboš Kozel 27' |       |         | Stadion Na Stínadlech, Teplice Toeschouwers: 8.332 Scheidsrechter: Algirdas Dubinskas (LTU) |

|                                                                            |         |                                           |          |                                                                              |
| 6 september WK 1998 kwalificatie № 50 «onderlinge duels» 15:00 uur (UTC+1) | Faeröer | 0 – 2                                     | Tsjechië | Svangaskarð, Toftir Toeschouwers: 2.700 Scheidsrechter: Bernard Saules (FRA) |
| 6 september WK 1998 kwalificatie № 50 «onderlinge duels» 15:00 uur (UTC+1) |         | 16' Vladimír Šmicer 32' (pen.) Pavel Kuka |          | Svangaskarð, Toftir Toeschouwers: 2.700 Scheidsrechter: Bernard Saules (FRA) |

|                                                                           |                                           |       |                          |                                                                           |
| 11 oktober WK 1998 kwalificatie № 51 «onderlinge duels» 20:00 uur (UTC+2) | Spanje                                    | 3 – 1 | Faeröer                  | El Molinón, Gijón Toeschouwers: 10.000 Scheidsrechter: Jacek Granat (POL) |
| 11 oktober WK 1998 kwalificatie № 51 «onderlinge duels» 20:00 uur (UTC+2) | Luis Enrique 19' Oli 25' Luis Enrique 84' |       | 44' Jens Kristian Hansen | El Molinón, Gijón Toeschouwers: 10.000 Scheidsrechter: Jacek Granat (POL) |

### 1998
|                                                                       |                                                                                        |       |         |                                                                                      |
| 4 juni EK 2000 kwalificatie № 52 «onderlinge duels» 19:15 uur (UTC+3) | Estland                                                                                | 5 – 0 | Faeröer | Kadriorustadion, Tallinn Toeschouwers: 3.500 Scheidsrechter: Martin Ingvarsson (SWE) |
| 4 juni EK 2000 kwalificatie № 52 «onderlinge duels» 19:15 uur (UTC+3) | Kristen Viikmäe 12' Martin Reim 40' Sergei Terehhov 75' Andres Oper 86' Urmas Kirs 90' |       |         | Kadriorustadion, Tallinn Toeschouwers: 3.500 Scheidsrechter: Martin Ingvarsson (SWE) |

|                                                                            |                       |       |         |                                                                                    |
| 19 augustus EK 2000 kwalificatie № 53 «onderlinge duels» 20:30 uur (UTC+2) | Bosnië en Herzegovina | 1 – 0 | Faeröer | Koševostadion, Sarajevo Toeschouwers: 20.000 Scheidsrechter: Tomasz Mikulski (POL) |
| 19 augustus EK 2000 kwalificatie № 53 «onderlinge duels» 20:30 uur (UTC+2) | Elvir Baljić 65'      |       |         | Koševostadion, Sarajevo Toeschouwers: 20.000 Scheidsrechter: Tomasz Mikulski (POL) |

|                                                                            |         |                     |          |                                                                               |
| 6 september EK 2000 kwalificatie № 54 «onderlinge duels» 15:00 uur (UTC+1) | Faeröer | 0 – 1               | Tsjechië | Svangaskarð, Toftir Toeschouwers: 2.589 Scheidsrechter: Juha Hirviniemi (FIN) |
| 6 september EK 2000 kwalificatie № 54 «onderlinge duels» 15:00 uur (UTC+1) |         | 87' Vladimír Šmicer |          | Svangaskarð, Toftir Toeschouwers: 2.589 Scheidsrechter: Juha Hirviniemi (FIN) |

|                                                                           |          |       |         |                                                                                    |
| 10 oktober EK 2000 kwalificatie № 55 «onderlinge duels» 20:00 uur (UTC+2) | Litouwen | 0 – 0 | Faeröer | Žalgirisstadion, Vilnius Toeschouwers: 1.500 Scheidsrechter: Charles Schaack (LUX) |
| 10 oktober EK 2000 kwalificatie № 55 «onderlinge duels» 20:00 uur (UTC+2) |          |       |         | Žalgirisstadion, Vilnius Toeschouwers: 1.500 Scheidsrechter: Charles Schaack (LUX) |

|                                                                           |                                  |       |                   |                                                                                         |
| 14 oktober EK 2000 kwalificatie № 56 «onderlinge duels» 20:00 uur (UTC+1) | Schotland                        | 2 – 1 | Faeröer           | Pittodrie Stadium, Aberdeen Toeschouwers: 18.517 Scheidsrechter: Kostas Kapitanis (CYP) |
| 14 oktober EK 2000 kwalificatie № 56 «onderlinge duels» 20:00 uur (UTC+1) | Craig Burley 21' Billy Dodds 44' |       | 85' John Petersen | Pittodrie Stadium, Aberdeen Toeschouwers: 18.517 Scheidsrechter: Kostas Kapitanis (CYP) |

### 1999
|                                                                     |         |       |         | |
| 3 maart Vriendschappelijk № 57 «onderlinge duels» 16:00 uur (UTC+1) | Andorra | 0 – 0 | Faeröer | Estadio Municipal Bahía Sur, San Fernando Toeschouwers: 100 Scheidsrechter: Antonio López Nieto (ESP) |
| 3 maart Vriendschappelijk № 57 «onderlinge duels» 16:00 uur (UTC+1) |         |       |         | Estadio Municipal Bahía Sur, San Fernando Toeschouwers: 100 Scheidsrechter: Antonio López Nieto (ESP) |

|                                                                       |                       |       |                    |                                                                             |
| 5 juni EK 2000 kwalificatie № 58 «onderlinge duels» 17:00 uur (UTC+1) | Faeröer               | 1 – 1 | Schotland          | Svangaskarð, Toftir Toeschouwers: 4.100 Scheidsrechter: Philippe Kalt (FRA) |
| 5 juni EK 2000 kwalificatie № 58 «onderlinge duels» 17:00 uur (UTC+1) | Hans Fróði Hansen 90' |       | 38' Allan Johnston | Svangaskarð, Toftir Toeschouwers: 4.100 Scheidsrechter: Philippe Kalt (FRA) |

|                                                                       |                           |       |                                 |                                                                           |
| 9 juni EK 2000 kwalificatie № 59 «onderlinge duels» 19:00 uur (UTC+1) | Faeröer                   | 2 – 2 | Bosnië en Herzegovina           | Svangaskarð, Toftir Toeschouwers: 4.600 Scheidsrechter: Peter Jones (ENG) |
| 9 juni EK 2000 kwalificatie № 59 «onderlinge duels» 19:00 uur (UTC+1) | Uni Arge 38' Uni Arge 49' |       | 14' Elvir Bolić 50' Elvir Bolić | Svangaskarð, Toftir Toeschouwers: 4.600 Scheidsrechter: Peter Jones (ENG) |

|                                                                         |         |                       |         |                                                                                  |
| 18 augustus Vriendschappelijk № 60 «onderlinge duels» 19:00 uur (UTC+1) | Faeröer | 0 – 1                 | IJsland | Tórsvøllur, Tórshavn Toeschouwers: 3.511 Scheidsrechter: Martin Ingvarsson (SWE) |
| 18 augustus Vriendschappelijk № 60 «onderlinge duels» 19:00 uur (UTC+1) |         | 3' Thórdur Gudjónsson |         | Tórsvøllur, Tórshavn Toeschouwers: 3.511 Scheidsrechter: Martin Ingvarsson (SWE) |

|                                                                            |         |                                  |         |                                                                              |
| 4 september EK 2000 kwalificatie № 61 «onderlinge duels» 17:00 uur (UTC+1) | Faeröer | 0 – 2                            | Estland | Tórsvøllur, Tórshavn Toeschouwers: 2.300 Scheidsrechter: Edo Trivković (CRO) |
| 4 september EK 2000 kwalificatie № 61 «onderlinge duels» 17:00 uur (UTC+1) |         | 88' Martin Reim 90' Raio Piiroja |         | Tórsvøllur, Tórshavn Toeschouwers: 2.300 Scheidsrechter: Edo Trivković (CRO) |

|                                                                            |         |                   |          |                                                                          |
| 8 september EK 2000 kwalificatie № 62 «onderlinge duels» 17:00 uur (UTC+1) | Faeröer | 0 – 1             | Litouwen | Tórsvøllur, Tórshavn Toeschouwers: 680 Scheidsrechter: Eric Romain (BEL) |
| 8 september EK 2000 kwalificatie № 62 «onderlinge duels» 17:00 uur (UTC+1) |         | 55' Tomas Ramelis |          | Tórsvøllur, Tórshavn Toeschouwers: 680 Scheidsrechter: Eric Romain (BEL) |

|                                                                          |                                 |       |         |                                                                                |
| 9 oktober EK 2000 kwalificatie № 63 «onderlinge duels» 20:15 uur (UTC+2) | Tsjechië                        | 2 – 0 | Faeröer | Letenský stadion, Praag Toeschouwers: 21.362 Scheidsrechter: Marcel Lică (ROU) |
| 9 oktober EK 2000 kwalificatie № 63 «onderlinge duels» 20:15 uur (UTC+2) | Jan Koller 12' Pavel Verbíř 84' |       |         | Letenský stadion, Praag Toeschouwers: 21.362 Scheidsrechter: Marcel Lică (ROU) |

FSF · A-internationals · Statistieken · Bondscoaches · Faeröers vrouwenelftal · Faeröer U21 · Faeröer U20 · Faeröer U19 · Faeröer U18 · Faeröer U17 · Faeröer U16
1988 – 1989 ·
1990 – 1999 ·
2000 – 2009 ·
2010 – 2019 ·
2020 – 2029
1988 · 
1989 · 
1990 ·
1991 · 
1992 · 
1993 · 
1994 · 
1995 · 
1996 · 
1997 · 
1998 · 
1999 · 
2000 · 
2001 · 
2002 · 
2003 · 
2004 · 
2005 · 
2006 · 
2007 · 
2008 · 
2009 · 
2010 · 
2011 · 
2012 · 
2013 · 
2014 · 
2015 · 
2016 ·
2017 ·
2018 ·
2019 ·
2020 ·
2021 ·
2022 ·
2023 ·
2024
Albanië ·
Andorra ·
Armenië ·
Azerbeidzjan ·
België ·
Bosnië en Herzegovina ·
Canada ·
Cyprus ·
Denemarken ·
Duitsland ·
Estland ·
Finland ·
Frankrijk ·
Georgië ·
Gibraltar ·
Griekenland ·
Hongarije ·
Ierland ·
IJsland ·
Israël ·
Italië ·
Joegoslavië ·
Kazachstan ·
Kosovo ·
Kroatië ·
Letland · 
Liechtenstein ·
Litouwen ·
Luxemburg ·
Malta ·
Moldavië ·
Montenegro ·
Nederland ·
Noord-Ierland ·
Noord-Macedonië ·
Noorwegen ·
Oekraïne ·
Oostenrijk ·
Polen ·
Portugal ·
Roemenië ·
Rusland ·
San Marino ·
Schotland ·
Servië ·
Servië en Montenegro · 
Slovenië ·
Slowakije ·
Spanje ·
Thailand ·
Tsjechië ·
Tsjecho-Slowakije ·
Turkije ·
Wales ·
Zweden ·
Zwitserland
CONMEBOL: Bolivia · Chili  · Colombia · Ecuador · Uruguay · Venezuela

UEFA: Albanië · Andorra · Armenië · Azerbeidzjan · België · Bosnië en Herzegovina · Bulgarije · Cyprus · Denemarken · (West-)Duitsland · Duitse Democratische Republiek · Engeland · Estland · Faeröer · Finland · Frankrijk · Georgië · Griekenland · Hongarije · IJsland · Ierland · Israël · Italië · Joegoslavië · Kroatië · Letland · Liechtenstein · Litouwen · Luxemburg · Malta · Moldavië · Nederland · Noord-Ierland · Noord-Macedonië · Noorwegen · Oekraïne · Oostenrijk · Polen · Portugal · Roemenië · Rusland · San Marino · Schotland · Slovenië · Slowakije · Sovjet-Unie/GOS ·  Spanje · Tsjechië · Tsjecho-Slowakije · Turkije · Wales · Wit-Rusland · Zweden · Zwitserland

AFC: Kazachstan

CAF: Madagaskar

CONCACAF: Belize · Canada